# リンリン (ジャイアントパンダ)

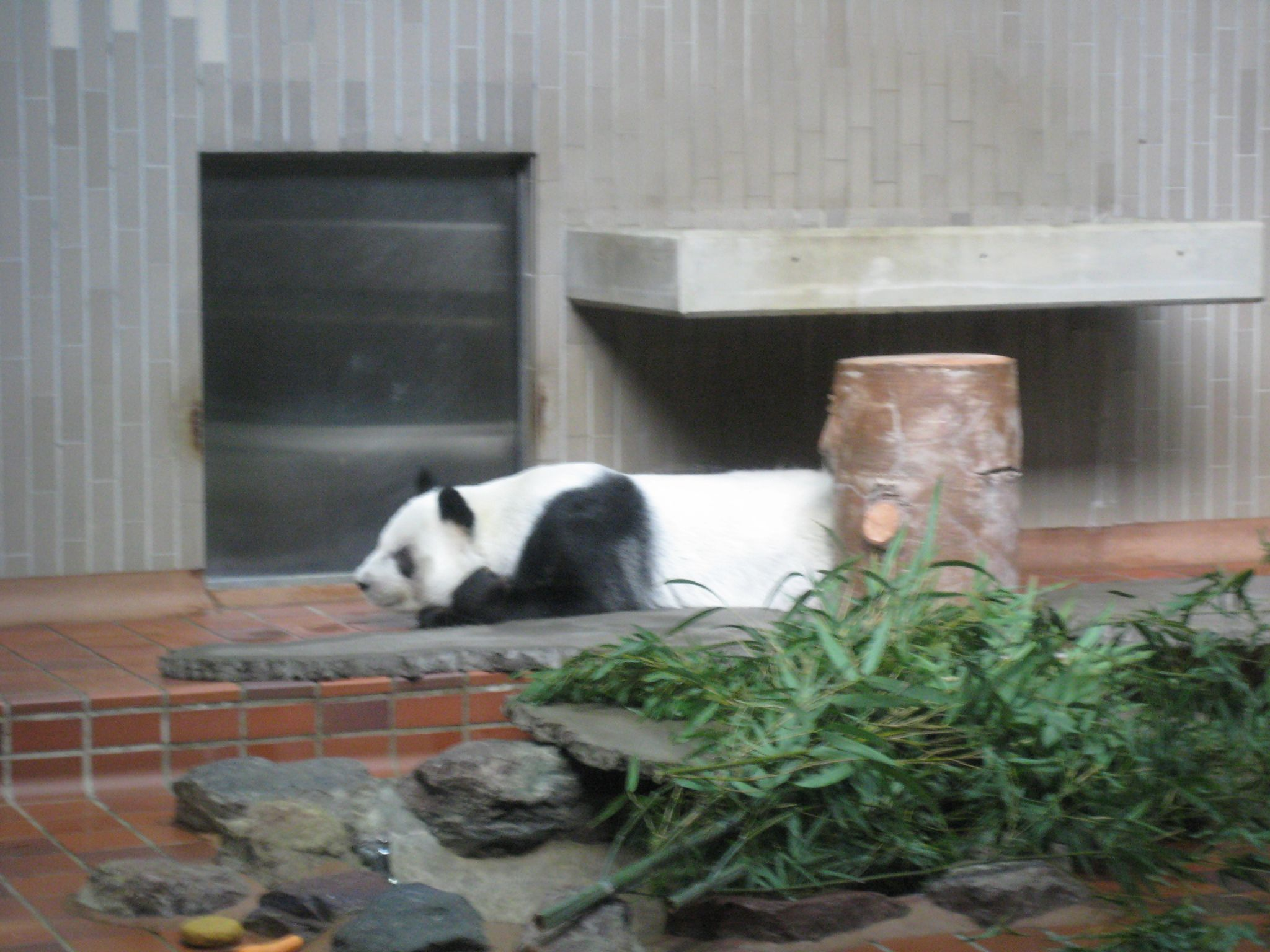
リンリン（上野動物園にて、2007年9月）

リンリン（陵陵、Ling Ling、1985年9月5日 - 2008年4月30日）は、中国産まれで東京都台東区上野公園内の東京都恩賜上野動物園で飼育されていた雄のジャイアントパンダである。
2008年に22歳で死んだ時、上野動物園で唯一のジャイアントパンダであり、日本では最高齢のパンダだった。リンリンは上野動物園の重要なシンボルとして、また日中友好のシンボルとしても活躍した。1992年に日本に譲渡されたリンリンは、日本が直接所有権を持つ唯一のジャイアントパンダだった。2008年4月現在、日本には他に8頭のジャイアントパンダが存在しているが、いずれも中国から日本に貸し出されたものである。

## 若年期と動物園での生活
1985年9月5日、中国・北京の北京動物園で生まれた。1990年代、リンリンを台湾へ贈る計画があったが、実行されなかった。1992年11月13日、上野動物園生まれの雄のユウユウと交換で来日した。1992年の日本と中国の間のパンダ交換（パンダ外交とも呼ばれる）は、1972年の日中国交正常化から20周年となるのを記念して行われた。以降15年以上にわたって、リンリンは上野動物園で最も人気のあるアトラクションの一つとなっていた。
上野動物園ではリンリンと雌のパンダ・トントンをペアにした。2頭のパンダはつがいになったが、正常に繁殖することができず、子を産まなかった。トントンは2000年に死亡し、リンリンは上野動物園の唯一のジャイアントパンダとなった。上野動物園は、2001年以降、他のパンダとリンリンとの間で人工授精を行ったが成功しなかった。リンリンは、繁殖のためにメキシコのチャプルテペック動物園に3回送られた。

## 死亡
高齢のために2007年8月からリンリンの健康状態が悪化し始め、体力や食欲の衰えなどの症状がみられた。リンリンは2007年9月以来、心臓や腎臓の病気で投薬中だった。ゴールデンウィーク初日の2008年4月29日にリンリンの公開展示を中止した。上野動物園では、集中治療を受けるために展示を中止したと説明した。
治療の甲斐なく、リンリンは公開展示を中止した翌日の4月30日の午前2時ごろに死亡した。剖検により、死因は心不全であったことが分かった。死亡時の年齢は22歳7ヶ月5日で、人間では70歳に相当する。上野動物園によれば、リンリンは日本で最も高齢のパンダであり、飼育された雄のパンダでは世界で5番目に高齢であった。リンリンの肖像画がケージに展示され、好きな食べ物だったタケノコが供えられた。動物園の訪問者は、花束を供え、弔問者芳名録に記帳した。

## 死後
リンリンの死により、1972年10月に日中国交正常化のためにカンカンとランランの2頭が動物園に贈られて以来36年ぶりに、上野動物園にジャイアントパンダがいなくなった。上野動物園では、リンリンの喪失による訪問者数の減少が懸念されていると伝えられた。上野動物園の来園者数は年間約350万人で、休日や週末には約40,000人が訪れる。しかし、来園者の多くは、リンリンらパンダを見るために来ていた。パンダのいない状態では現在の訪問者数を維持できない恐れがあるとして、上野動物園は、中国から新しいパンダを購入することについて外務省と相談していた。
リンリンは、日本政府や日本の機関が直接所有していた唯一のジャイアントパンダだった。2008年には、日本全国に8頭のパンダが存在していたが、これらは中国からの貸与を受けたものであり、日本の所有ではない。2022年6月現在、上野動物園以外には、和歌山県白浜のアドベンチャーワールドに7頭、神戸市の神戸市立王子動物園に1頭のパンダが居住している。
福田康夫首相は、胡錦濤国家主席に対し、リンリンの死後、2頭のパンダを求めた。2011年2月21日に上野動物園へ力力（リーリー）と真真（シンシン）が到着した。